# Cymbelin

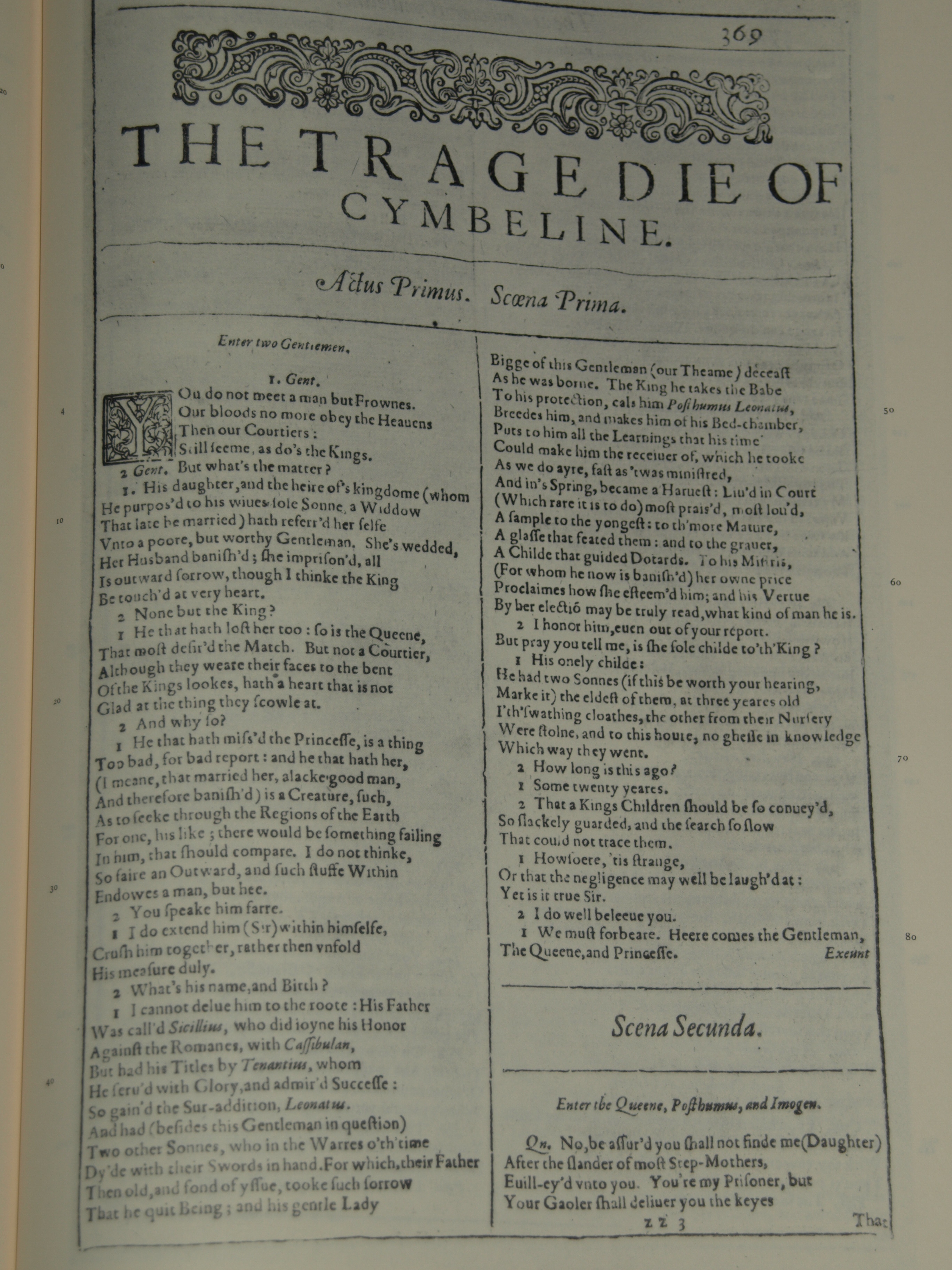
Pierwsza strona utworu w folio z 1623

Cymbelin (ang. Cymbeline) – komedia autorstwa Williama Shakespeare’a, napisana około 1609 roku. Krytycy zazwyczaj porównują ją do dzieł takich jak Perykles, książę Tyru. Pomimo że w Pierwszym Folio została umieszczona razem z tragediami, obecnie uznaje się ją za komedię. Postać Cymbelina jest oparta na autentycznym władcy, Cunobelinusie, który władał Brytanią jeszcze przed rzymską inwazją. Mimo wysokich ocen, Cymbelin stracił w ostatnim czasie popularność. Wielu badaczy uważa, że dzieło to, napisane już pod koniec kariery Szekspira, jest swego rodzaju żartem, parodiującym jego wcześniejsze prace.

## Pierwsza inscenizacja i publikacja
Tylko jeden spektakl jest udokumentowany: miał miejsce w środę wieczorem, 1 stycznia 1634. Oprócz niego, znane są jeszcze inscenizacje z roku 1761.
Utwór nie był publikowany przed wydaniem Pierwszego Folio 1623. 

## Przegląd treści

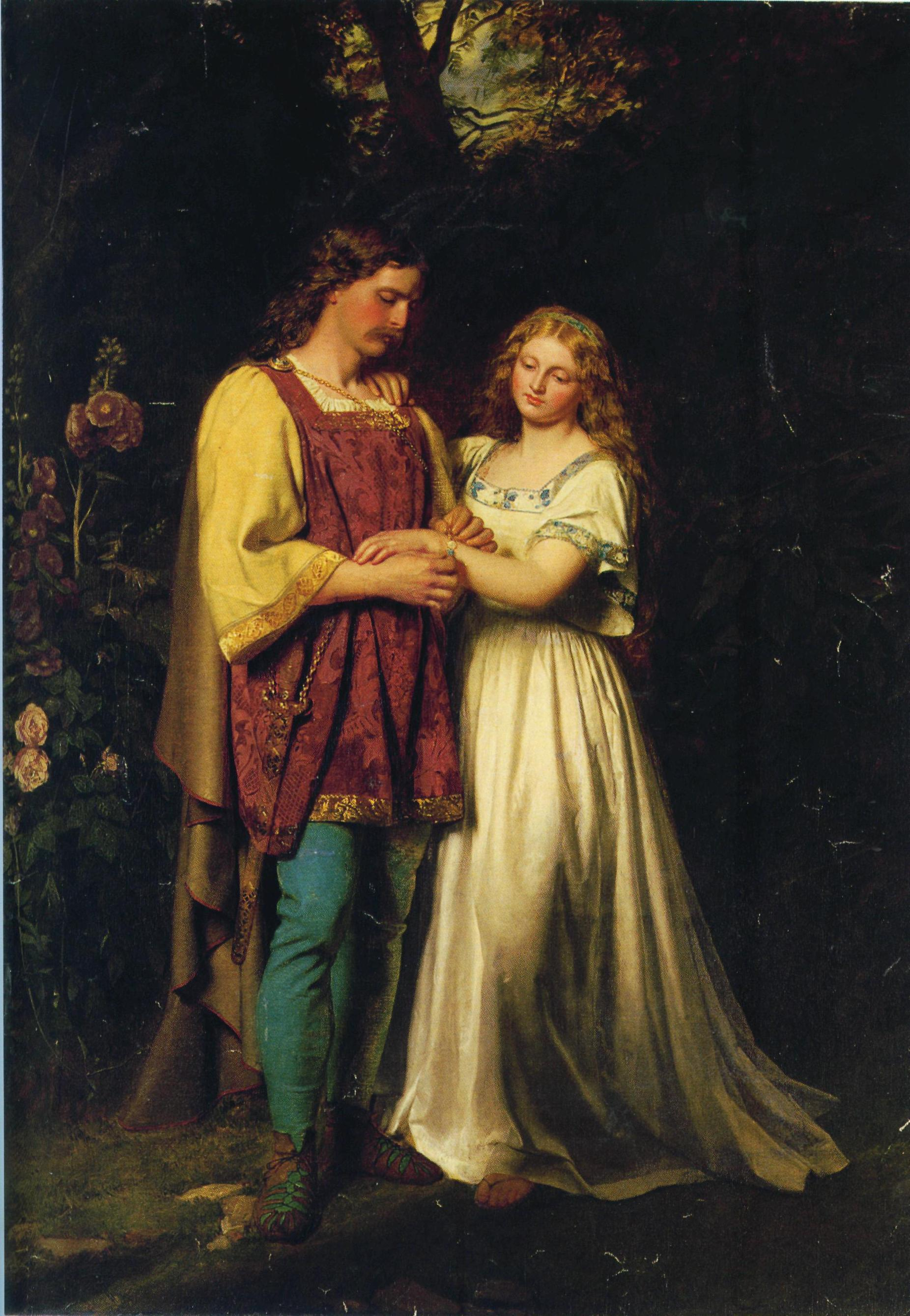
John Faed Posthumus i Imogen, ok. 1865

Posthumus, człowiek nisko urodzony, ale o wielu zaletach, w sekrecie poślubił Imogenę, córkę króla Cymbelina. Ten, rozzłoszczony na wieść o tym, wygnał Posthumusa z królestwa. Iachimo, żołnierz armii rzymskiej, zakłada się z Posthumusem o to, że uda mu się nakłonić Imogen do cudzołóstwa. Imogena, która dowiaduje się o tym od sługi Posthumusa, wyjeżdża na zachodnie wybrzeże Brytanii. Tam poznaje dwóch mężczyzn. Nie wie jednak, że w rzeczywistości są jej braćmi. Okłamują ją, mówiąc, że Belarius, król Brytanii, konspirował z Rzymianami, przez co musiał go obalić Cymbelin. W odwecie, Belarius porwał synów Cymbelina, aby ci nie mogli zasiąść na tronie. Książęta byli wychowani przez opiekunkę, którą nazywali matką. 
Zawiła i ciężka do przyswojenia fabuła jest uważana za jeden z elementów komediowych. Każda z postaci dodaje do niej coś od siebie, przez co ta staje się niezrozumiała.
Imogena jest jedną ze stosunkowo niewielu znaczących kobiecych postaci w sztukach Szekspira. Badacze uważają, że Imogena jest odpowiedniczką Innogen, żoną Leonarta z Wiele hałasu o nic. 
Zdaniem naukowców z Yale, przy pisaniu tego dzieła Szekspir miał współpracownika, gdyż w Cymbelinie pojawiają się sceny, które nie są w żaden sposób podobne do innych, napisanych przez tego autora.

## Postacie
- Cymbelin – król Brytanii
- Królowa – druga żona Cymbelina
- Posthumus Leonatus – szlachcic, mąż Imogeny
- Imogena – córka Cymbelina z poprzedniego małżeństwa
- Kloten – syn Królowej z pierwszego małżeństwa
- Belarius – wygnany pan, żyjący pod przybranym imieniem Morgana
- Gwideriusz – syn Cymbelina, porwany w dzieciństwie przez Belariusa i wychowywany przez niego pod przybranym imieniem Polidora
- Arwiragus – syn Cymbelina, porwany w dzieciństwie przez Belariusa i wychowywany przez niego pod przybranym imieniem Kadwala
- Filario – Rzymianin, przyjaciel Posthumusa
- Iachomo/Jachimo – Rzymianin, przyjaciel Filaria
- Kajusz Lucjusz – dowódca wojsk rzymskich
- Pisanio – sługa Posthumusa
- Korneliusz – lekarz
- Filarmonus – wróżbiarz
- Rzymski kapitan
- Dwaj brytyjscy kapitanowie
- Francuz – przyjaciel Filaria
- Dwaj panowie z dworu Cymbelina
- Dwaj szlachcice – towarzysze Klotena
- Dwaj strażnicy
- Helena – dama z otoczenia Imogeny
- Panowie, damy, rzymscy senatorowie, trybunowie, zjawy, Holender, Hiszpan, muzykanci, oficerowie, żołnierze, posłańcy i służba